# Federacija chokeju Ukrajiny
| Oficjalna nazwa    | Federacja Hokeja Ukrainy Федерація хокею України                    |
| Oficjalny skrót    | FHU                                                                 |
| Data założenia     |                                                                     |
| Członek IIHF od    | 6 maja 1992                                                         |
| Siedziba           | ul. Melnykowa 46 041 19 Kijów                                       |
| Prezes             | Heorhij Zubko                                                       |
| Największe sukcesy | 10. miejsce ZIO 2002 (kadra męska) 9. miejsce MŚ 2002 (kadra męska) |
| Strona internetowa | fhu.com.ua                                                          |

Federacja Hokeja Ukrainy (ukr. Федерація хокею України – transkr. pol. Federacija chokeju Ukrajiny) – ukraiński związek sportowy z siedzibą w Kijowie, będący jedynym prawnym reprezentantem ukraińskiego hokeja na lodzie zarówno kobiet, jak i mężczyzn we wszystkich kategoriach wiekowych w kraju i zagranicą. 
Prezesem związku był przez 14 lat Anatolij Briezwin, a 18 grudnia 2020 w jego miejsce został wybrany Heorhij Zubko.